# Божий край
«Божий край» (англ. God's Country) — американський комедійний вестерн Роберта Емметта Тенсі 1946 року.

## Сюжет
Лі Престон, також відомий як Леланд Брюс, вбиває людину в цілях самооборони, але біжить з країни, коли його звинувачують у вбивстві. Там він зустрічає Лінн O'Мейллі, племінницю управителя факторією. До нього приходять мисливці, щоб він підписав петицію до губернатора, який заборонив би людям скидати сміття в їх озера. Спочатку, тому що він знаходиться в розшуку, він відмовляється, але робить це пізніше заради людей, хоча він знає, що це призведе до його арешту.

## У ролях
- Роберт Лоурі — Лі Престон
- Гелен Гілберт — Лінн O'Мейллі
- Вільям Фарнум — Сенді МакТавіш
- Бастер Кітон — пан Бун або Старий Тарп
- Сі Дженкс — «Тімбер» Кросс
- Стенлі Ендрюс — Говард Кінг
- Аль Фергюсон — «Турок» Монро
- Тревор Бардетт — Вайт Клод
- Естеліта Зарко — Рівер Скво
- Ейс Вандер Дог — Ейс